# Dansk Forening for Rosport
Dansk Forening for Rosport (også meget tit forkortet DFfR) er, som navnet antyder, den officielle forening og specialforbund for dansk roning. Foreningen blev stiftet i 1887 og er medlem af af Danmarks Idrætsforbund (DIF), Nordisk Roforbund og den sammenslutningen af nationale roforbund FISA. Hendes Kongelige Højhed Prinsesse Benedikte er protektor for DFfR.
DFfR er et forbund af roklubber i Danmark, og har til opgave at virke for at fremme dansk rosport i alle dens former samt for udbredelse af rosport i det danske samfund. I dag er 142 roklubber medlem af DFfR, hvor den første roklub blev stiftet i 1866.

## Historie
Roning siges "at være en sport franskmændene forbeholdt deres fanger og Romerne deres slaver"[kilde mangler]. Roere var maskinrummet for datidens krigsskibe og handelsfartøjer. Rosportsånden var dog allerede dengang central. I egyptiske inskriptioner (1430 f.kr.) beskrives Amenhotep-II for hans bedrifter som roer.
I moderne tid opstod rokonkurrencer i England hvor rosport fortsat er meget populært som det fremgår af Oxford-Cambridge løbene og Henley Royal Regatta (grundlagt 1839). I England opstod rosporten som en konsekvens af aktiviteten i Company of Watermen and Lightermen, der kontrollerede trafikken over Themsen. De første konkurrencer blev organiseret før andre nutidige idrætsgrene. Den ældste roklub i verden hedder Leander Rowing Club, som er hjemsted for mange af Englands olympiske roere.
Efter nederlaget ved Dybbøl i 1864 vendte Danmark blikket mod England. Herfra hentedes inspiration. I 1865 hjemtog grosserer Harald A. Hansen en to-åres robåd fra et ophold i Storbritannien. Året efter leverede bådebygger C.L. Jacobsen en fire-åres robåd som blev døbt "Kvik". Båden blev leveret d. 1. august og straks taget i brug af medlemmer af det selskab, der har overleveret os datoen d. 22. september for stiftelsesdagen for Roklubben KVIK . Bådebyggeren var langt fremme med sit næste værk. En seks-åres robåd med navnet "Tak" blev anledningen til stiftelsen af Københavns Roklub 20 oktober 1866.
Med stiftelsen af DFfR i 1887 var 17 ud af 66 idrætsforeninger i Danmark roklubber.

## Roning som disciplin
Roning har siden stiftelsen af de moderne olympiske lege været omfattet af de olympiske konkurrencer. Den første OL guldmedalje var i 1912 og den seneste blev vundet ved de Olympiske lege i London i bådtypen dobbeltsculler, som blev roet af Mads Rasmussen og Rasmus Quist fra Danske Studenters Roklub.
En roer er en person, som er engageret i roning. Roning udføres med en åre i enten en (Sweep-roning) eller begge hænder (Sculling), hvormed båden fremføres med ryggen mod sejlretningen. Der findes flere bådtyper: inriggere med årene fæstnet på selve bådens kant, primært kendt i skandinavisk rotradition; outriggere, som internationalt er den almindeligste bådtype til roning på fladt vand; gig-både og coastalbåde som for første gang indgår i OL-programmet som strandsprintsdisciplin til 2028 i Los Angeles. Roning dyrkes på søer, floder, fjorde og nær kyster. Indendørsroning udføres på såkaldte roergometre. Konkurrencer afholdes i løbet af året både indendørs og udendørs.
DFfRs Danmarksmesterskaber afholdes for outriggede og inriggede både. Verdensmesterskaber og Olympiske Mesterskaber for nationalmandskaber afholdes kun for outriggede både.
En af Danmarks mest vindende atleter er roeren Eskild Ebbesen. Guldfireren er roholdet som siden de Olympiske Lege i Atlanta i 1996 har vundet 5 (heraf tre af guld) Olympiske medaljer.

## Arrangementer og kurser
Gennem året bliver der afholdt mange arrangementer og kurser for roere  . Lige meget om man er ung (URO'er), ældre, konkurrenceroer (kaproer) eller motionsroer er der noget man kan deltage på.

### Ungdom (12-18 år)
- Landslejr er et årligt arrangement for ungdomsroere der kan lide at blande socialt liv og outriggerskolen er et årligt arrangement for unge roere der har lyst til at blive bedre til outrigger på en seriøs måde.
- Skolekaproning er kaproning for skoleklasser.

## Klubfarver
Roklubber maler oftest årebladet på deres årer med tydelige farver, der identificerer bådens tilhørsforhold til en given klub.
| Klub                     | Første eller dominerende farve | anden farve             |
| ------------------------ | ------------------------------ | ----------------------- |
| Roklubben Stevns         | Rød                            | Hvid                    |
| Bagsværd Roklub          | Sort                           | Hvid grøn               |
| Odense Roklub            | Grøn                           | Hvid                    |
| Lyngby Dameroklub        | Blå                            | Hvid måge               |
| Horsens Roklub           | Hvid                           |                         |
| Silkeborg Roklub         | Hvid                           |                         |
| Lyngby Roklub            | Hvid                           | Blå stjerne             |
| Bandholm Roklub          | Hvid                           | Grøn femtakket stjerne  |
| Roklubben SAS            | Hvid                           | SAS logo                |
| Københavns Roklub        | Lyseblå                        |                         |
| Danske Studenters Roklub | Marineblå                      |                         |
| Roforeningen KVIK        | Hvid                           | Marineblå vinkler       |
| Øresund Roklub           | Rød                            | Hvid sekstakket stjerne |